# État de Kano
Pour les articles homonymes, voir Kano.
Kano est un État du nord du Nigeria. Il tire son nom de sa capitale, Kano.

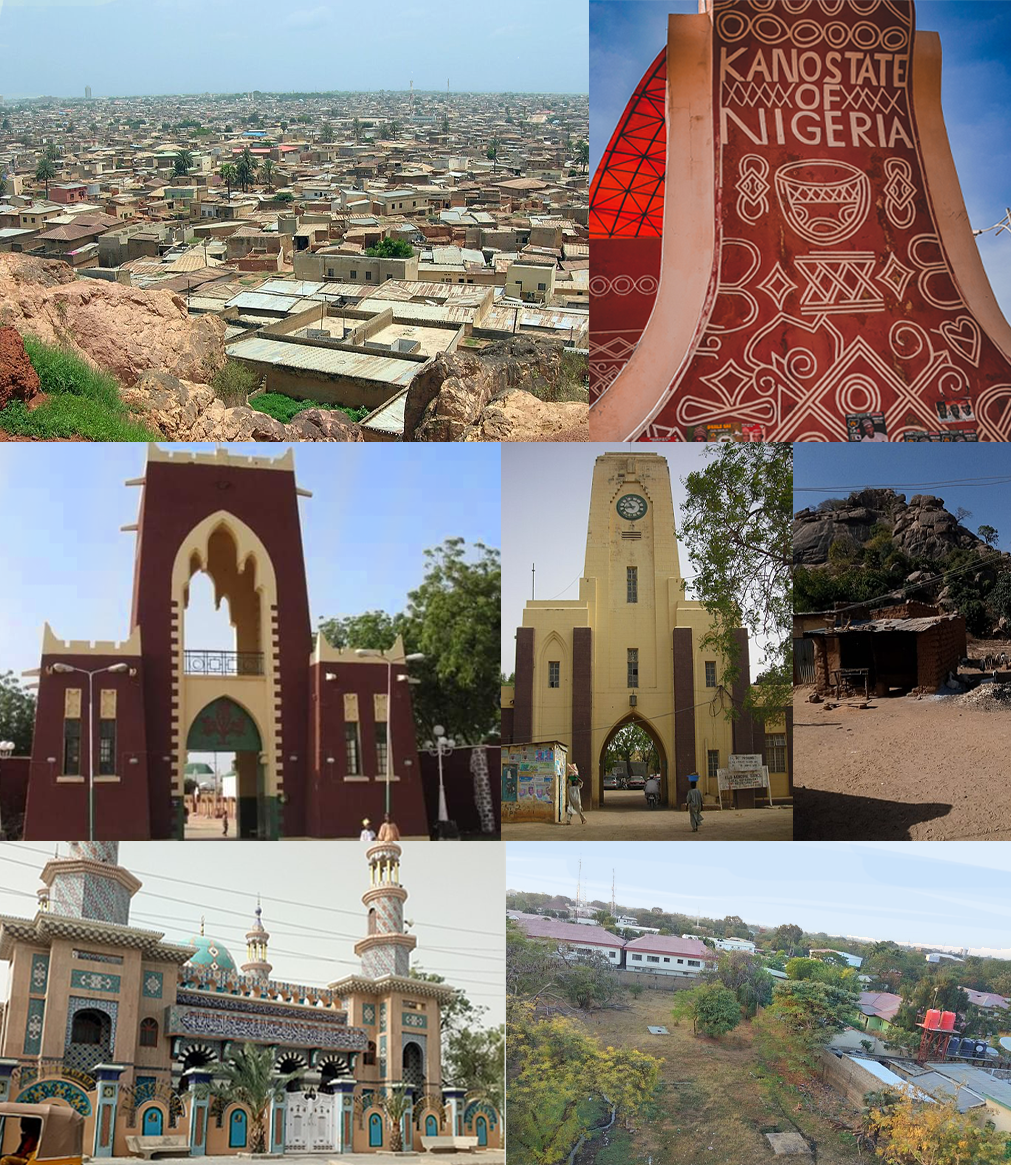

## Histoire
L’État correspond à peu près à l’ancien émirat de Kano qui dominait la région avant la colonisation britannique. L’État a été créé le 27 mai 1967 d'une division de la région du Nord, il est alors l’État le plus peuplé du Nigeria. En 1991 l'État est divisé en deux pour former l'État de Jigawa, établissant ainsi les frontières actuelles.
L’État est actuellement la proie des violences interreligieuses, suscitées notamment par les milices islamistes, les Hisbas.

## Géographie
L'État est bordé au nord-ouest par l'État de Katsina, au nord-est par l'État de Jigawa, au sud-est par l'État de Bauchi et au sud-ouest par l'État de Kaduna. Les principales villes, outre la capitale Kano, sont : Dambatta, Gwarzo, Karaye, Kazaye et Ririvani.

## Divisions
L'État de Kano est divisé en 44 zones de gouvernement local :
- Dala
- Kano
- Kumbotso
- Nassarawa
- Rimin Gado
- Doguwa
- Tudun Wada
- Sumaila
- Wudil
- Takai
- Albasu
- Bebeji
- Rano
- Bunkure
- Karaye
- Kiru
- Kabo
- Kura
- Madobi
- Gwarzo
- Shanono
- Dawakin Kudu
- Tsanyawa
- Bichi
- Dawakin Tofa
- Dambatta
- Minjibir
- Ungogo
- Gezawa
- Gabasawa
- Bagwai
- Gaya
- Tofa
- Warawa
- Fagge
- Gwale
- Tarauni
- Ajingi
- Garko
- Garum Mallam
- Rogo
- Makoda
- Kibiya
- Kunchi

## Culture
Le Haoussa et le Peul sont les deux seules langues utilisées dans l'État, à l'exception du kurama encore parlé dans la région de Tudun Wada.